# 庫爾漢齊
50°39′54″N 28°22′29″E / 50.66500°N 28.37472°E
庫爾漢齊（羅馬化：Kurhantsi）是烏克蘭北部的村莊，隸屬日托米爾州的日托米爾區。該村始建於1898年，面積0.4平方公里，2001年人口127。